# Roman courtois
El roman courtois, romanç cortès o novel·la cortesana en català, és l'expressió francesa que defineix un gènere literari que comprèn certes narracions novel·lesques medievals de llarga longitud, on es barreja el tema amorós l'anomenat pels trobadors la fin'amors, i el de cavalleria. Va néixer cap al segle xii, tot i que algunes fonts ubiquen els seus inicis al segle xi. Aquestes narracions, que van trencar amb la 
El roman courtois pertany al gènere de ficció, a diferència de la literatura èpica, pròpia de les cançons de gesta, que era de base històrica. Tot i això, tenen en comú el protagonisme de l'heroi, actuant aquí en solitari per motius personals. El nucli fonamental de l'acció del romanç cortès és d'índole amorosa i fantàstica (Cerdà et al, 2012), les gestes cavalleresques i les aventures de difícil realització i amb nombrosos perills seran l'objectiu del nostre heroi per aconseguir els favors de la dama, assolir el prestigi social i la perfecció moral.

## Matèries o temàtiques delroman courtois

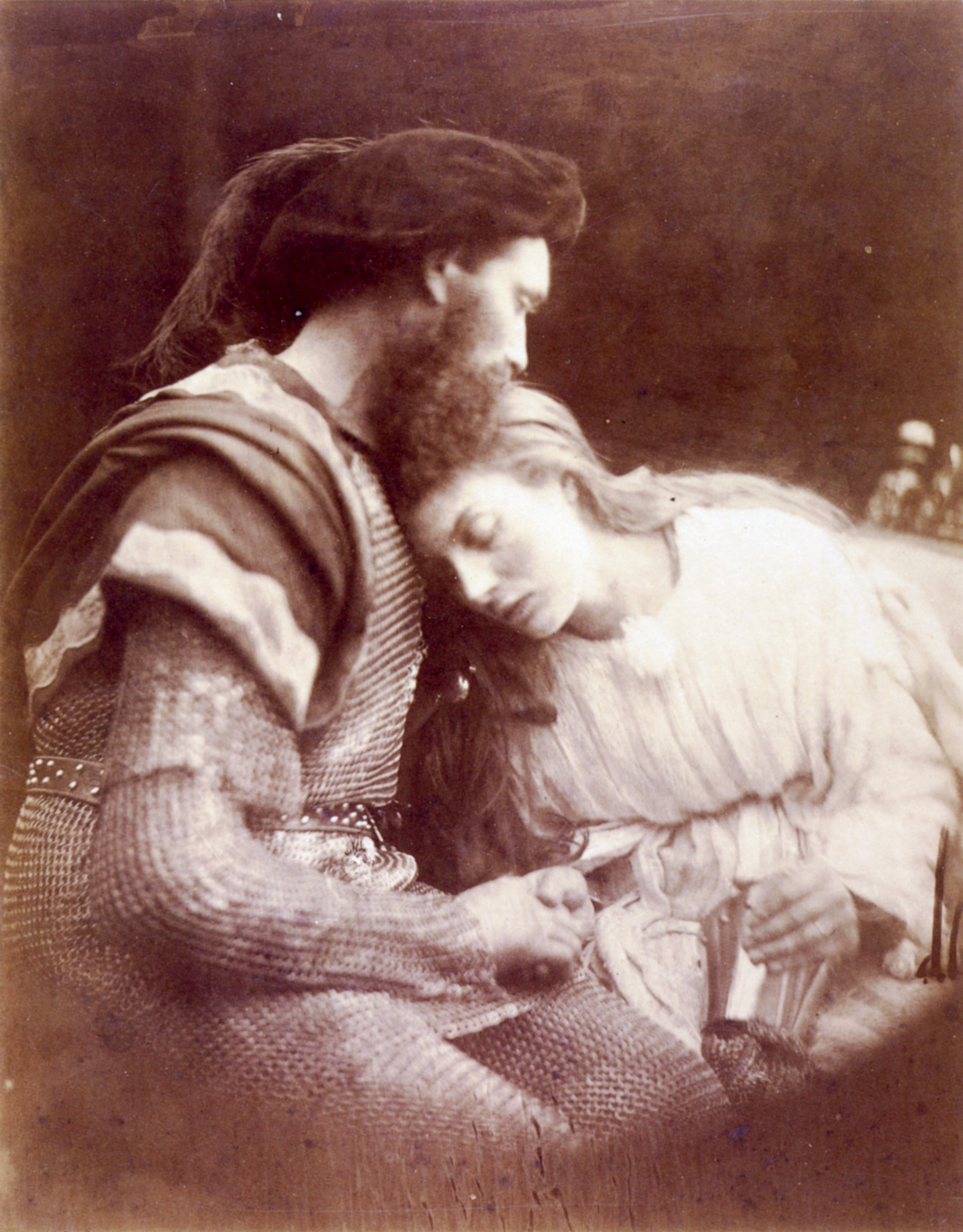
Sir Lancelot i la reina Ginebra

De roman courtois, n'hi ha de tres temàtiques o matèries diferents:
- La matèria de França. Conjunt de temes i històries medievals centrats en la cort carolíngia i els seus cavallers.
- La matèria de Roma. Narracions antigues extretes de l'epopeia clàssica grecollatina, com ara Enees, Troia, etc.
- La matèria de Bretanya. Són novel·les, romanços i texts bretons que parlen i difonen l'ideal de la novel·la cavalleresca a l'Europa medieval al voltant del tema artúric, tristanià, etc., i que permet el desenvolupament de ficcions en terres bretones.[2]

El mateix Jean Bodel, poeta i trobador del segle xii, estableix aquesta divisió dels tres blocs temàtics o matèries.
De les tres, cal destacar la de Bretanya, on la novel·la cortesana troba la seva conformació, principalment en la matèria artúrica. Els seus antecedents els trobem a la literatura i al folklore cèltics. Es constitueix per llibres destinats a la lectura d'un públic refinat i cortès que hi trobà una idealització de la seva manera de viure i dels seus interessos que se centraven en temes com les aventures, l'honor i l'amor.
Dins de la matèria de Bretanya, es poden distingir tres temàtiques diferents: la bretona, la tristaniana i l'artúrica.
Formen part de l'inventari del roman courtois les primitives versions del Tristany en vers, les narracions de Chrétien de Troyes, els extensos Lancelot en prosa i Tristany en prosa, entre d'altres.

## Història
A Chrétien de Troyes (1135-1190, dates probables), se'l considera l'artífex d'aquest gènere (Simó, 2010) i intenta dissenyar una ètica, un ideal de vida i de conducta que defineixi el cavaller cortesà. Ell escriu per a aquesta noblesa cortesana i en els pròlegs de les seves obres intenta adoctrinar aquesta elit del segle xii cap a aquest ideal (Cerdà et al, 2012). En aquest sentit, el pròleg de l'obra El Cavaller de la Carreta, de Chrétien de Troyes, n'és emblemàtic.
Les novel·les de Chrétien, que es basen en la matèria de Bretanya o novel·la artúrica principalment, recreen la societat cortesana i cavalleresca del nord de França del segle xii fins a idealitzar-la. Van ser molt populars a l'època. S'han d'entendre com una evolució de les aventures de les llegendes dels cavallers del rei Artús.
A l'edat mitjana, no es valorava l'originalitat de l'obra tal com l'entenem avui dia. De fet, les obres de Chrétien acostumaven a tenir una estructura molt similar. L'autor és imitat i les seves obres es reprenen i s'adapten per altres autors.
El roman courtois deixa de banda el passat històric, l'èpica que tant interessava als autors del romanç de matèria antiga.
Cerdà et al, al seu llibre Literatura europea dels orígens. Introducció a la literatura romànica medieval, ens indica que "La relació entre la proesa i el sentiment amorós tindrà tanta força literària que, en la novel·la, en el roman courtois, les aventures més arriscades o misterioses seran el camí del cavaller-amant per arribar a la dama" (Cerdà et al, 2012).
Aquestes narracions eren proposades, encarregades i llegides per les dames de les corts. El públic objecte de la novel·la cortesana eren majoritàriament les dones de la cort.
S'escrivien en llengua romanç, d'aquí el seu nom, en un principi en vers i posteriorment en prosa. Aquestes obres es van crear per ser llegides en privat i no per ser recitades en públic, un públic que com ja hem indicat eren persones aristocràtiques de gust refinat. La gent del poble, els vilans, no eren ni objecte ni subjecte d'aquestes obres.
El fet que s'escrivissin en llengua romanç i no en llatí és un fet remarcable, ja que faciliten uns processos d'identificació poderosos, no únicament per la substitució d'una llengua per l'altra, sinó per la creació d'àmbits, gèneres i obres que van propiciar un horitzó literari i cultural radicalment nou.
Els clàssics són tot un referent per a l'escriptor medieval. L'obra d'Ovidi serà d'una gran influència, especialment durant els segles xii i xiii.

## Els seus personatges

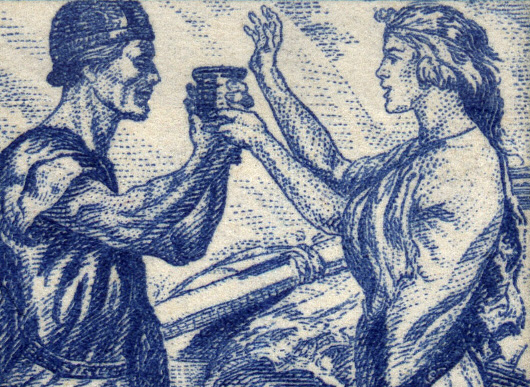
Tristany i Isolda

El protagonista del roman courtois és un cavaller que es troba en un moment de dolor, ja sigui per l'amor, per la fatiga del seu anar errant, de la guerra i, d'alguna manera, decebut del seu entorn a la cort. Lluita, pateix soledat, perills i penúries per aconseguir els favors de la dama, que no sempre acabarà sent la seva muller. Mirem per exemple a Tristany i Isolda, ell no es casarà amb ella. S'ha d'entendre que en aquella època es considerava pecat sentir amor per la mateixa esposa. Hi ha alguna excepció a aquesta norma general, com és el cas d'Érec et Énide, de Chrétien de Troyes. A gran part de les novel·les cortesanes, com a reflex de la societat d'aquests segles, la relació amor-passió només s'entén fora del matrimoni, en l'adulteri.
El nostre cavaller actua d'acord amb els principis de la vida cortesana, principalment en la servitud al senyor feudal, l'honor i els ideals cavallerescs. Tristany, Artús o Lancelot són alguns dels representants d'aquests herois bretons i de la innovació que aquestes obres van representar a l'entorn àulic durant el segle xii.

## La societat del moment
Chrétien presenta la bellesa recollida en el refinament i l'educació de la classe cavalleresca, l'ideal cavalleresc, que contrasta amb l'altra cara de la moneda, la figura que representa en forma de caricatura grotesca i que no és altra que la del vilà. D'aquesta manera, es destaca la superioritat moral i cultural de la noblesa cortesana. Hi ha un rebuig cap a aquella realitat que queda fora de la cort.
En aquella època, el concubinat no era mal vist, com a mínim no ho era entre els senyors, els fills dels quals eren acceptats amb normalitat, eren armats cavallers i se'ls organitzaven matrimonis de conveniència. Aquests fills no tenien, però, dret a herència de cap mena, ni material, ni de rang o de poder. En aquesta societat, l'església, que estava interessada a mantenir bones relacions amb el poder, acceptava aquestes relacions.
Cal tenir present també que la societat francesa medieval es desentén d'Occitània i s'interessa més per les elits de la Gran Bretanya. És un moment de molta relació entre les dues Bretanyes, la continental i la insular.
Els personatges del roman courtois ja no estan monopolitzats per la figura masculina. La dona prendrà protagonisme en igualtat amb el personatge principal, que continuarà essent un home. Tot això dins la novel·la cavalleresca perquè, tal com apunta Umberto Eco, la realitat social de l'època és que la dona no assoleix cap protagonisme i que prevalen els valors de la solidaritat del grup dins la cavalleria com a institució, més que no pas l'individualisme del cavaller solitari.

## Exemples de roman courtois

### Matèria de Roma
- Le Roman de Thèbes (1150).
- Le Roman d'Énéas (1160).
- Le Roman de Troie (1160).

### Matèria de Bretanya
- Tristany i Isolda (1170 a 1190).
- Les novel·les de Chrétien de Troyes (1135 – 1181).